# Zavezniška vojna
Zavezniška vojna (latinsko bellum sociale), imenovana tudi italska vojna (bellum Italicum) ali marsijska vojna (bellum Marsicum), je potekala med letoma 91 in 88 pr. n. št. med Rimsko republiko in več njenimi avtonomnimi zavezniki (socii) v Italiji. Nekateri zavezniki so se obdržali do leta 87 pr. n. št.. Vzrok za izbruh vojne je bila zavrnitev Rima, da bi državljanom, večstoletnim zaveznikom, podelil rimsko državljanstvo, kar je privedlo do množičnega upora proti Rimu in poskusov, da bi se ustvarila alternativa rimski državi. Po vrsti začetnih neuspehov je Rim uspel doseči vojaško zmago, vendar je bil po spopadu prisiljen postopoma sprejeti zahteve upornikov.

## Stopnje državljanstva
Zakonski predpisi, ki so urejali rimsko državljanstvo,  so se  stalno spreminjali, v vseh zgodovinskih obdobjih rimske države pa so bili državljani razdeljeni na naslednje pravne razrede. 

### Cives Romani
Cives Romani so bili polnopravni rimski državljani z vso pravno zaščito, ki jo je dajala rimska zakonodaja. Razdeljeni so bili na dva podrazreda:
- državljane non optimo jure, ki so imeli pravice po jus commercii in  jus connubii, se pravi pravico do privatne lastnine  in sklepanja zakona in
- državljane optimo jure, ki so imeli poleg že omenjenih pravic tudi pravice po jus suffragiorum in jus honorum, se pravi volilno pravico in pravico do opravljanja državnih funkcij.

### Latini
Latini so bili razred državljanov, ki so imeli latinske pravice po jus Latii ali pravice po jus commercii in ius migrationis, ne pa tudi pravic po jus connubii. Izraz latini se je prvotno nanašal na Latince, se pravi državljane Latinske zveze, ki so prišli pod rimsko oblast kmalu po latinski vojni, kasneje pa je imel bolj pravni kot nacionalni oziroma etnični pomen. Položaj latinov so lahko dobili tudi osvobojeni sužnji, ki so bili kot Cives Romani obsojeni za kazniva dejanja ali rimski državljani v latinskih kolonijah.

### Socii
Socii ali federati so bili državljani držav,  ki so imele z Rimom sklenjene meddržavne pogodbe, s katerimi so njihovi državljani dobili nekaj pravic po rimskem pravu v zameno za služenje v rimski vojski. To je pomenilo, da so rimski magistrati lahko v teh državah novačili vojake za rimske legije. Federalne države so bile zato oproščene plačevanja davkov rimski državi.  
Naraščajoče nezadovoljstvo zaradi pravic, ki so jih uživali socii in naraščajoče zahteve legionarjev zaradi dolgotrajne jugurtinske in kimbrske vojne, je nazadnje privedlo do zavezniške vojne 91-88 pr. n. št., v kateri so se italski zavezniki uprli Rimu.
Leta 90 pr. n. št. je bil sprejet Lex Iulia, natančneje Lex Iulia de civitate Latinis danda, s katerim je Rim podelil državljanske pravice, ki so jih imeli Cives Romani, tudi vsem latinom in sociiem  držav, ki niso bile vpletene v socialno vojno in državam, ki so bile pripravljene takoj prekiniti sovražnosti.  Določila zakona so se po vojni sčasoma razširila na vse italske države razen province Cisalpske Galije. S sprejetjem zakona sta izraza  socii and latini  popolnoma izgubila svoj izvirni pomen.

### Provinciales
Provinciales so bili prebivalci področij pod rimskom vplivom ali oblastjo, ki niso imeli niti pravic federatov, ampak samo pravice po jus gentium.

### Peregrini
Peregrini so bili prvotno vsi prebivalci, ki niso imeli polnega rimskega državljanstva, se pravi prebivalci, ki niso bili Cives Romani. Z razvojem zakonodaje, ki je uvedla več stopenj državljanstva, so izraz peregrinus uporabljali manj pogosto. Med peregrine so spadali latini, socii, provinciales in podložniki tujih držav.

## Zavezniško vprašanje
Za ljudskega tribuna leta 91 pr. n. št. je bil izvoljen Marko Livij Druz iz rodu Livijcev. Čeprav je bil blizu optimatom, je nasprotoval vladajoči senatorski oligarhiji, zato ga mnogi primerjajo z Grakhi, nasprotniki njegovega očeta. Da bi na nek način omejil senatorsko in oblast vitezov Equites ter pridobil podporo ljudstva in zaveznikov, je predložil naslednje zakonske projekte:
- Lex iudicaria – zakonski predlog, da se sodišča za izsiljevanje, ki jih je leta 104 Glaucija prenesel na viteze, ponovno prenesejo na senat. Želel je omejiti oblast vitezov v sodnih komisijah, saj so začeli kazati precejšnjo samovoljo, obsojajoč poštene upravnike provinc, ki niso ustrezali oderuškim interesom vitezov (obsojen Publij Rutilij Ruf, legat v Aziji). Predpisal je preiskovanje korupcije tako v senatu kot pri vitezih.

- Lex frumentaria – razširitev poceni prodaje žita.

- Lex de colonis – ustanovitev novih naselij v Italiji in na Siciliji.

- Lex de sociis – zakon o podelitvi državljanstva rimskim zaveznikom, ki so ga prej predlagali Gaj Grakh in Fulvij Flak in zanj plačali z življenjem. Že leta 125 pr. n. št. je kot konzul Fulvij Flak predlagal zakon, s katerim bi se Latinom podelilo rimsko državljanstvo pod pogojem, da se trajno naselijo v Rimu in da v kraju, iz katerega izvirajo, pustijo enega sina. Zakon je vključeval tudi podelitev latinskega državljanstva zaveznikom, vendar ni bil sprejet, ker je bil Flak poslan v vojno v Galijo.

Tujci niso imeli državljanskih pravic, so pa imeli obveznost zagotavljanja kopenske vojske in flote – socii navales. Tisti, ki so imeli status zaveznikov, so uživali določeno avtonomijo, vendar niso smeli voditi zunanje politike brez odobritve Rima. Skupaj z Rimljani so sodelovali v pohodih, vendar so bili izvzeti iz delitve zemljišč, ki so jo izvajali bratje Grakhi. Sami Italiki niso bili nobena konkurenca rimskim vitezom, ki so uživali različne privilegije. Celotna situacija je povzročala nezadovoljstvo zaveznikov, ki so z Druzom sklenili tajno zavezništvo. Druz je odredil aretacijo nasprotnika svoje politike, konzula Lucija Marcija Filipa, ljudska skupščina pa je izglasovala zakon o zaveznikih. Senat zakona ni sprejel, ga je razveljavil, osvobodil konzula Marcija Filipa, Druz pa je bil ubit s strani zarotnikov.

## Zavezniška vojna
Neuspeh Druzove zavezniške reforme in njegova smrt sta privedla do upora zaveznikov, znanega kot Zavezniška vojna. V nekaterih virih se pojavljajo imena, kot so Bellum Mariscium in Bellum Italicum. Od 2. stoletja n. št. se uporablja izraz Zavezniška vojna, čeprav se niso vsa zavezniška plemena uprla Rimu. Najprej so zavezniška mesta samo sklenila tajna zavezništva in si, da bi si zagotovila zvestobo, izmenjevala talce. Za eno takšno izmenjavo v mestu Asculum je izvedel tudi rimski prokonzul Servilij. Ko se je temu poskušal upreti, je bil ubit. Vsi Rimljani, ki so bili takrat v Ausculumu, so bili prav tako ubiti, njihovo premoženje pa je bilo zaplenjeno. Ta dogodek je spodbudil upor. Osem plemen, ki so tvorila jedro upora, so bila: Marsi, Pleini, Vestini, Samniti, Marucini, Piceni, Frentini in Hirpini (Apijan omenja tudi Pompejane, Venusine, Apulce in Lukane). Upor se je razplamtel v osrednji Italiji, na območju Samnija in Picenija. Sčasoma se je z prvimi uspehi upornikov upor širil. Rimu so ostali zvesti: Latini, Umbri in Etruščani. Latini niso imeli razloga za sodelovanje v tej vojni, saj so že imeli latinsko državljanstvo. V primeru, da bi želeli rimsko državljanstvo, bi se morali samo preseliti v Rim. Tujci, Peregrini, so se uprli. Obstaja verjetnost, da so bili apetiti upornikov večji od pridobitve rimskega državljanstva, ampak da so si želeli državo. Ta predpostavka izhaja iz dejstva, da so uporniki kovali svoj denar, ki je bil najden med arheološkimi izkopavanji, kovanje denarja pa v določenem smislu označuje tudi nekakšno avtonomijo.
Center zavezniške vojske je bil v mestu Corfinium. Zavezniki so se institucionalno organizirali po vzoru rimske države, tako da je bil na čelu senat s 500 člani, 12 pretorji in 2 konzuloma. Kot v Rimu so vojski poveljevali konzuli, ki so imeli pod svojo oblastjo po 6 pretorjev. Leta 90 pr. n. št. sta bila konzula zavezniške vojske Mars Kvint Pompedij Silon in Samnit Gaj Papij Mutul. Ozemlje je bilo razdeljeno na južno in severno fronto. Pompedij je vodil vojsko na severovzhodu, medtem ko je bil drugi konzul na jugu.
Rimska vojska je bila sestavljena iz Numidijcev, čet iz Iberije in Galije, zaveznikov, ki niso bili v uporu in rimskih vojakov. Leta 90 pr. n. št. sta bila konzula v rimski vojski Publij Rutilij Lupus in Lucij Julij Cezar.
Na južni fronti so uporniki zasedli južni in osrednji del Kampanije. Upor je zajel tudi območje Apulije in Lukanije. Edina latinska kolonija, ki se je uprla Rimu, je bila Venusija na cesti Via Apia. Po Apijanovem pričevanju se je na severni fronti zgodila velika bitka na reki Liri. Ker pa so uporniki poskušali osvojiti kolonije na cesti Via Valeria in ker se ta reka ne nahaja blizu poti, obstaja podatek, ki nam ga posreduje Orozij, da se je bitka odvijala na reki Tolensus, ki jo prečka ta cesta. V tem spopadu so Rimljani izgubili konzula Lupusa, vendar je Gaj Marij, ki je bil prej izvoljen za legata skupaj s Pompejem Strabonom in Sulo, uspel izbojevati zmago nad Marsi in prevzeti vojsko na severu. Gnej Pompej Strabon je poveljeval vojski v PicenijI, kjer je imel tudi sam zemljo v osebni lasti. Pompej je v letih 90/89 pr. n. št. oblegal uporni Askulum.
Prvo leto vojne je zaveznikom prineslo uspehe in obstajala je nevarnost širjenja upora. V Etruriji in Umbriji je konzul Julij predlagal, da vsi, ki niso v uporu, dobijo rimsko državljanstvo.
Leta 89 pr. n. št. se je vojna nadaljevala. Rimska konzula za to leto sta bila Porcij Katon in Pompej Strabon. Katon je padel pri Fucinskem jezeru na ozemlju Marsa (na podlagi fragmentov iz Sisenine zgodovine) in vojsko je prevzel Pompej. Na severni fronti mu je uspelo premagati Marse, Marucine in Vestine. Zavezniška vojska je svoj center počasi spuščala proti jugu v Samij. Na južni fronti je rimski vojski poveljeval Sula. Leta 89 pr. n. št. so upori na jugu pojenjali in vojna se je bližala koncu.

## Zaključek
Istega leta je bil sprejet zakon Lex Plautia Papiria. Ljudska tribuna sta bila Papirij Karbon in Plavcij Silvan. Na podlagi Cicerona izvemo, da sta ta dva tribuna predlagala, da če se vsi prebivalci italskih skupnosti, ki so v času sprejetja zakona prebivali v Italiji, v roku 60 dni pojavijo pred pretorjem v Rimu, dobijo rimsko državljanstvo, edino prebivalci Transalpinske Galije so dobili latinsko pravico. To je prispevalo k združitvi in homogenizaciji Italije.
Leta 88 pr. n. št. so ostanki bojevitejših zaveznikov prosili pontskega kralja Mitridata VI. za pomoč. Mitridat je pomoč zavrnil, medtem pa so zavezniki izgubili najtalentiranejše vojskovodje, kar jih je prisililo, da so položili orožje. V tistem času je v Rimu izbruhnila kratka državljanska vojna med privrženci Marija in Sule, par let zatem pa še končni obračun med nasprotnikoma in njunimi privrženci.